# Zilog Z8

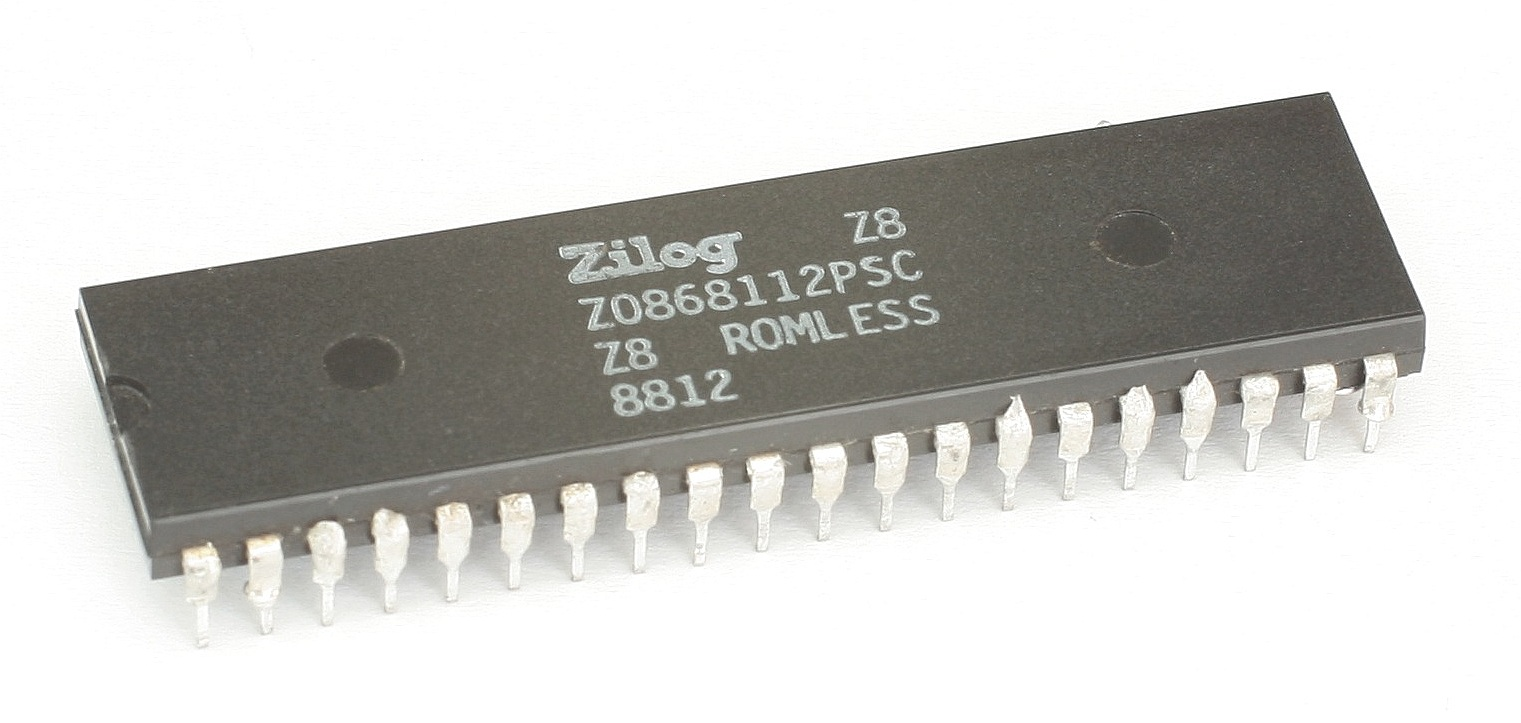
Vista dello Zilog Z8

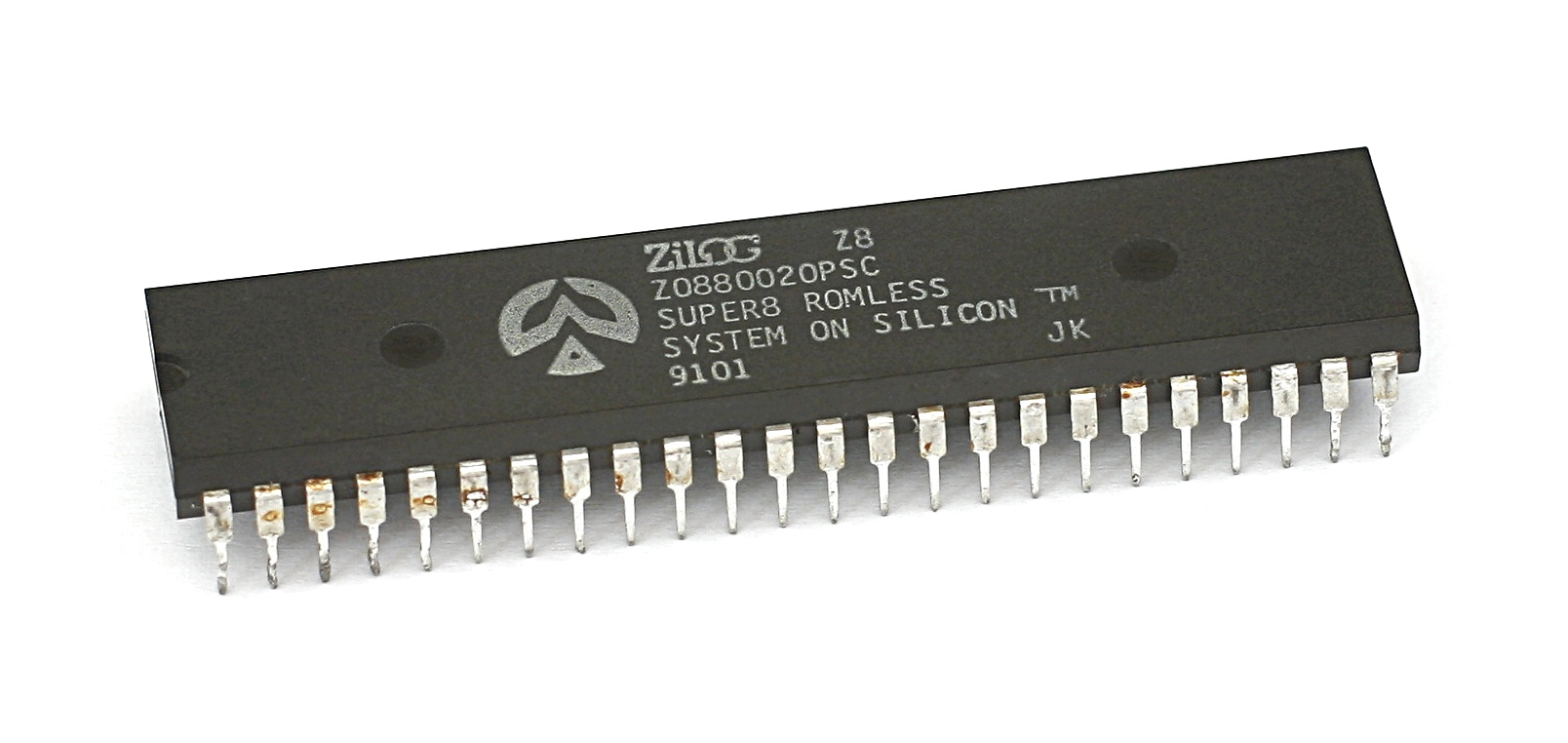
Zilog Z8 (serie Super-8)

Lo Zilog Z8 è un microcontrollore ad 8 bit presentato per la prima volta nel 1979. Attualmente Zilog produce la sua evoluzione, l'eZ8, utilizzato nei sistemi Zilog Z8 Encore!, Zilog Z8 Encore! XP e Z8 Encore! MP. Entrambi sono basati sull'architettura Harvard.

## Caratteristiche tecniche dello Z8
Lo Zilog Z8 era un microcontrollore con un oscillatore al cristallo integrato, 2 contatori/timer, una linea seriale e 32 linee di I/O (4 porte). Lo Z8 gestiva memorie separate per i dati e per il codice programma: la memoria PROM del programma installata sul chip andava da 0 KB (per le versioni senza ROM) a 4 KB di capacità, con la possibilità di arrivare a 64 KB mediante l'utilizzo di memoria esterna. Lo Z8 immagazzinava le variabili ed i dati del programma in 144 registri ad 8 bit, usava 4 registri come I/O e 16 registri di controllo ed aveva altri 124 registri per uso generale. A questa memoria si potevano affiancare altri 62 KB di RAM esterna. Lo Z8 era dotato di istruzioni per la gestione dello stack.

## Zilog eZ8
L'attuale evoluzione dello Z8 è denominata eZ8. Rispetto al suo predecessore, questo microcontrollore è dotato di 4 096 registri ad alta velocità che possono essere utilizzati come accumulatori, puntatori o come normale memoria RAM. Come il Z8, l'eZ8 può indirizzare fino a 64 KB di memoria per il codice programma o le costanti: la memoria può essere di tipo PROM o Flash. L'eZ8 può gestire anche un secondo spazio di memoria da 64 KB, che utilizza per le applicazioni più grandi.
L'eZ8 integra anche diverse periferiche, tra cui un convertitore A/D, bus SPI e I²C, IrDA ed altre. Viene realizzato con package da 8 a 80 pin in formati PDIP, MLF, SSOP, SOIC e LQFP.
L'architettura dell'eZ8, una versione modificata dell'architettura Harvard, è tecnicamente molto differente dallo Z80 ma, nonostante ciò, il set di istruzioni e la sintassi dell'assembly sono molto simili a quelli degli altri processori Zilog.